# Župna crkva Rođenja Blažene Djevice Marije u Zagrebu
Župna crkva Rođenja Blažene Djevice Marije katolička je crkva koja se nalazi u zagrebačkom naselju Savica Šanci. Crkva je građena 1989. i 1990. godine, a kasnije je opremana i uređivana. Blagoslovljena je u listopadu 1990. godine.

## Povijest i arhitektura
Crkva je građena prema projektu arhitekta Marijana Turkulina iz 1985. godine, iako projekt nije u cijelosti poštivan. Smještena je u slabo izgrađenom poluurbanom ambijentu. Arhitektonska cjelina crkve i župnog dvora dominira neizgrađenim predjelom grada iako nije element širih gradskih vizura.
Na volumen crkve, u drugom se planu nastavlja volumen u kojem se nalaze župni dvor i popratni sadržaji. Crkvu i župni dvor odvaja unutarnje dvorište u kojem se nalazi samostojeći zvonik. Cijeli kompleks se nalazi na velikoj parceli koja je od okolnog prostora odijeljena ogradom. Pred crkvom je izgrađen velik pristupni trg izrazito jakog privatnoga karaktera. Trg je strukturiran elementima urbane opreme: fontanom, klupicama i raspelom. S trga se u crkvu pristupa stubama, te je ulaz izdignut u odnosu na razinu trga.
U liturgijski prostor centralnog tipa i longitudilanog usmjerenja pristupa se sa zapadne strane arhitektonskog sklopa. Prostor svetišta nije arhitektonski posebno artikuliran, a naglašava ga prekid ritma stupova koji obilježavaju prostor vjernika. Prostor svetišta, u čijem je središtu oltar, malo je izdignut u odnosu na prostor vjernika. Lijevo od oltara nalazi se ambon dok se na njegovoj desnoj strani nalazi svetohranište. Lijevo od prezbiterija smješten je prostor za pjevače.

## Galerija
- Ulazna vrata
- Pogled na svetište s ulaza
- Unutrašnjost crkve
- Unutrašnjost crkve
- Ambon
- Prezbiterij s oltarom
- Pogled na bočno pročelje crkve i zvonik
- Skulpture na vanjskoj strani bočnog pročelja, zvonik u pozadini